# Haagské úmluvy

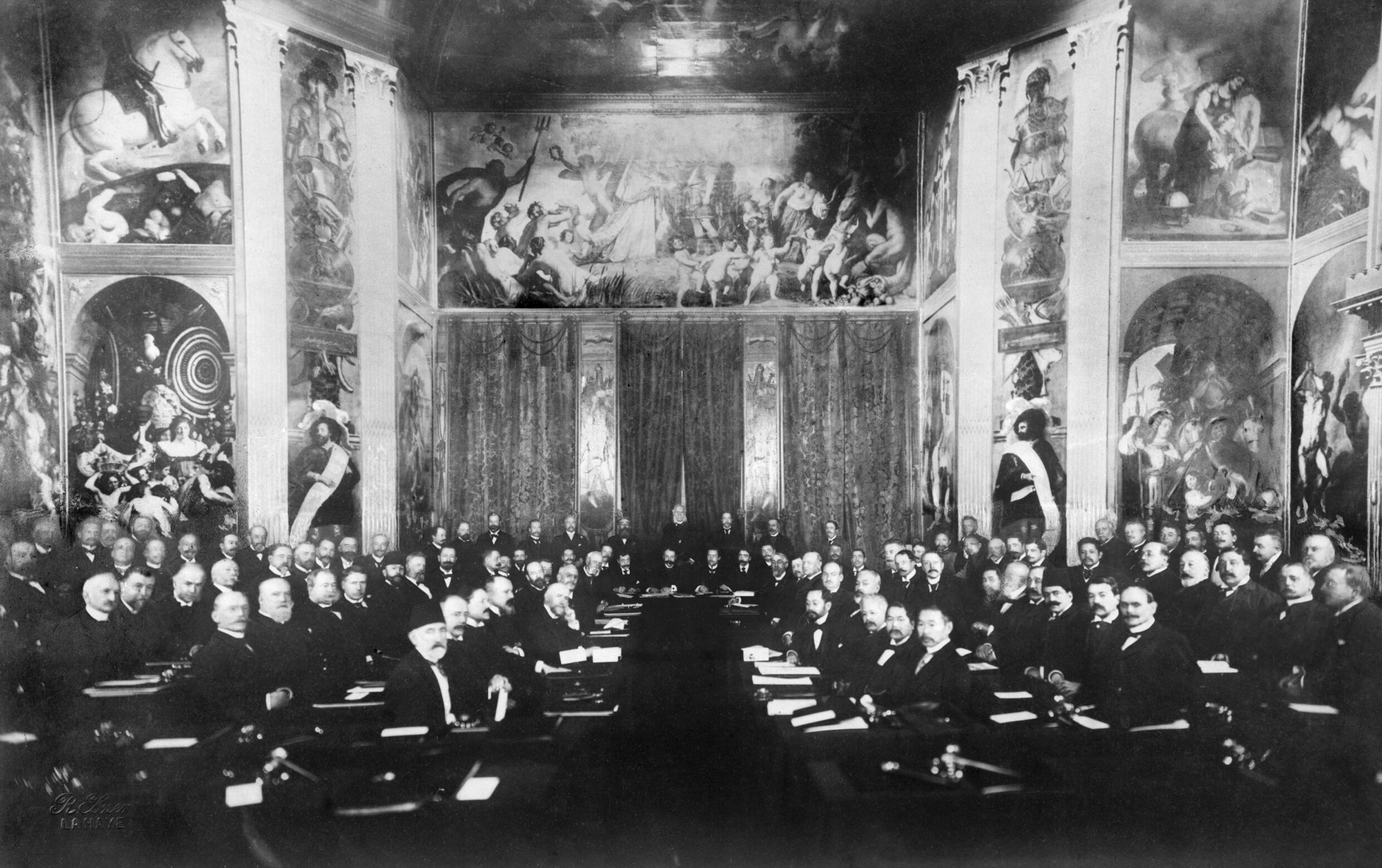
První mezinárodní mírová konference v paláci Huis ten Bosch v Haagu (1899)

Haagské úmluvy, také haagské právo, z roku 1899 a 1907 jsou mezinárodní úmluvy a deklarace týkající se vedení válek. Byly sjednané během dvou mezinárodních mírových konferencí v Haagu v Nizozemí. První mezinárodní mírová konference proběhla v roce 1899 a druhá mezinárodní mírová konference v roce 1907. Společně s ženevskými úmluvami byly formální kodifikací válečného práva včetně válečných zločinů. Třetí konference byla plánována na rok 1914 a později posunuta na rok 1915, ale vzhledem k první světové válce neproběhla.

## Dějiny
Haagské úmluvy z roku 1899 a 1907 byly prvními multilaterálními smlouvami, které upravovaly vedení války a byly odvozeny z Lieberova kodexu, který byl podepsán a vydán prezidentem Spojených států 24. dubna 1863 během americké občanské války.
Lieberův kodex byl první oficiální všeobecný právní předpis, který stanovil pravidla pro chování vojsk v období stanného práva; ochrany civilistů a soukromého majetku; braní rukojmí a trestání trestných činů; dezertérů, válečných zajatců; drancování; partyzánů; špionů, příměří a výměny zajatců, podmínečné propuštění bývalých vojáků Konfederace; podmínky příměří a respekt k lidskému životu; atentáty a vraždy vojáků nebo civilistů na nepřátelském území a status osob, které se zúčastnily občanské války proti vládě Spojených států amerických.
Lieberův kodex byl považován za nejlepší shrnutí mezinárodních obyčejů válečného práva v 19. století a byl převzat ozbrojenými silami dalších států. Bruselská deklarace z roku 1874, která sama nebyla přijata všemi mocnostmi, byla inspirována Lieberovým kodexem. Ustanovení Haagských úmluv vycházela z Lieberova kodexu.

## Předmět jednání Haagských konferencí
Na obou konferencích se vedla jednání týkající se odzbrojení, válečného práva a válečných zločinů. Jelikož myšlenka úplného vyloučení války z mezinárodních vztahů byla považována za utopistickou, snahou obou konferencí byla alespoň humanizace a právní regulace ozbrojených konfliktů. Dalším z cílů bylo vytvoření mezinárodního soudu pro povinné arbitrážní řízení k řešení mezinárodních sporů, což bylo považováno za nezbytné k nahrazení instituce války. Tato snaha však selhala na obou konferencích; namísto toho bylo zřízeno dobrovolné fórum pro arbitráž, Stálý rozhodčí soud. Většina mocností včetně Spojených států amerických, Spojeného království, Ruska, Francie, Číny a Persie upřednostňovala závaznou mezinárodní arbitráž, ale ustanovení vetovalo několik zemí vedených Německem.

## Haagská konference v roce 1899
Mírová konference byla navržena 24. srpna 1898 ruským carem Mikulášem II. Mikuláš se svým ministrem zahraničních věcí, Michailem Nikolajevičem Muravjovem a diplomatem, právníkem a humanistou Fjodorem Fjodorovičem Martensem byli klíčovými postavami v rámci příprav této konference. Zahájena byla 18. května 1899, což připadlo na den carových narozenin. Smlouvy, deklarace a závěrečný zákon byly podepsané 29. července téhož roku a vstoupily v platnost 4. září 1900. To, co se nazývá Haagskou úmluvou z roku 1899, pozůstává ze tří hlavních smluv a tří dalších deklarací:
- (I): Úmluva o pokojném řešení mezinárodních sporů[9]

Tato úmluva zahrnovala vytvoření Stálého rozhodčího soudu, který existuje do dneška. Byla ratifikovaná všemi hlavními světovými mocnostmi a taktéž i menšími zeměmi. Celkově šlo o 26 signatářů včetně Německa, Rakousko-Uherska, Belgie, Číny, Dánska, Španělska, Spojených států amerických, Mexika, Francie, Velké Británie a Irska, Řecka, Itálie, Japonska, Lucemburska, Černé Hory, Nizozemí, tehdejší Persie, Portugalska, Rumunska, Ruska, Srbska, Švédska, Norska, Švýcarska, Turecka a Bulharska.
- (II): Úmluva o zákonech a obyčejích války pozemní[11]

Tato rozsáhlá úmluva obsahovala válečné zákony, které měly být aplikované v průběhu všech pozemních válek mezi signatáři. Specifikovala zacházení s válečnými vězni, zahrnovala ustanovení Ženevské úmluvy z roku 1864 pro léčbu zraněných, a zakazuje používání jedů, zabíjení nepřátelských bojovníků, kteří se vzdali, plenění města nebo místa, a útok nebo bombardování neobraňovaných měst nebo obydlí. Obyvatelé okupovaných území by neměli být nuceni vstoupit do nepřátelské armády a bojovat tak proti své vlastní zemi. Dále pak také bylo zakázáno kolektivní trestání. Tato úmluva byla ratifikovaná všemi hlavními mocnostmi uvedenými výše.
- (III): Úmluva o úpravě Ženevské úmluvy z roku 1864 pro válku námořní[12]

Třetí úmluva stanovila ochranu značených nemocničních lodí a vyžadovala od nich zacházet stejným způsobem se zraněnými námořníky a trosečníky všech válčících stran. Úmluva byla ratifikovaná všemi hlavními mocnostmi.
- (IV,1): Deklarace o zákazu vrhání střel a výbušných látek z balónů či jinými novými obdobnými metodami[13]

Toto prohlášení stanovilo, že po dobu pěti let, v jakékoliv válce mezi signatářskými mocnostmi, nemohou být vypuštěny z balónů „nebo jinými novými metodami podobného charakteru“ žádné projektily či výbušniny. Také tato deklarace byla ratifikována všemi výše uvedenými hlavními mocnostmi, s výjimkou Spojeného království a Spojených států amerických.
- (IV,2): Deklarace o zákazu střel rozšiřujících dusivé a jinak zhoubně působící plyny[14]

V deklaraci se uvádí, že v jakékoliv válce mezi signatářskými mocnostmi se jednotlivé strany zdrží používání projektilů obsahujících chemické bojové náplně. Ratifikovaná byla stejně tak všemi mocnostmi, opět však vyjma Spojených států.
- (IV,3): Deklarace o zákazu střel rozšiřujících či zplošťujících se v lidském těle[15]

Deklarace pojednává o zákazu používání projektilů se zvýšeným ranivým účinkem v průběhu jakékoliv války mezi signatářskými mocnostmi. Mezi tyto střely se řadí projektily s měkkou špičkou, s dutou špičkou nebo střely s expanzivní náplní (tzv. Dum Dum). Také tuto deklaraci ratifikovaly všechny zúčastněné země kromě USA.

## Haagská konference v roce 1907
Druhá konference konaná v roce 1907 revidovala řadu úmluv přijatých v rámci I. Mírové konference v roce 1899. Setkání významných mocností také předznamenala pozdější pokusy o mezinárodní spolupráci.
Druhá konference byla svolaná na návrh prezidenta Spojených států Theodora Roosevelta v roce 1904, byla však odložená kvůli válce mezi Ruskem a Japonskem, a tak se konala až mezi 15. červnem a 18. říjnem 1907. K jejímu zorganizování kromě Theodora Roosevelta významně přispěla i holandská královna Vilemína a ruský car Mikuláš II. Záměrem konference bylo rozšířit Haagské úmluvy z roku 1899 úpravou některých částí a přidáním nových témat. Zejména se konference měla více zaměřit na námořní válčení. Britové se pokusili zajistit omezení zbrojení, ale tyto snahy byli odrazeny dalšími mocnostmi, v čele s Německem, které se obávalo britského pokusu o zastavení růstu jejich loďstva. Německo rovněž odmítlo návrhy na nucené arbitráže. Nicméně, konference rozšířila mechanismy pro dobrovolné arbitráže a zavedla konvence upravující vymáhání pohledávek, pravidla války, a práv a povinností neutrálních zemí.
Smlouvy, deklarace a zákon vzešlé z konference byly podepsané 18. října 1907 a vstoupily v platnost 26. ledna 1910. Výsledkem konference bylo 13 smluv, ze kterých 12 bylo ratifikováno a vstoupilo v platnost, a jedna deklarace. Mnohé z výstupů II. Mírové konference jsou aktuální do dneška. 
- (I): Úmluva o pokojném řešení mezinárodních sporů[16]

Tato úmluva potvrzuje a rozšiřuje Úmluvu I. z roku 1899. K únoru 2017 platí tato úmluva pro 102 států a 116 států ratifikovalo jednu či obě z Úmluv I. (1899) a I. (1907), které tvoří zakládací dokumenty pro Stálý rozhodčí soud. Navzdory tomu, že explicitně nezavrhuje užití síly při řešení mezinárodních sporů, významně zužuje okruh situací, ve kterých je možné přistoupit k užití zbraní. Ukládá státům povinnost nejdříve řešit spory dobrými službami či zprostředkováním. Na Úmluvu I. navázala Charta OSN z roku 1945, která výslovně zakázala užití síly v rámci konfliktů mezi státy.
- (II): Úmluva omezující užívání síly při dobývání smluvních dluhů[18]

Úmluva II. již v současnosti není platná. Důvodem byl konflikt s Chartou OSN zakazující použití síly v mezinárodních konfliktech.
- (III): Úmluva o počátku nepřátelství[19]

Tato úmluva stanovuje povinné postupy zahájení války pro státy. Týká se jak samotného vyhlášení války, tak třeba také ultimáta. Dnes již neplatí, neboť je derogována kogentními normami mezinárodního práva, které zakazují vést válku. 
- (IV): Úmluva o zákonech a obyčejích války pozemní[20]

Jde o nejvýznamnější úmluvu. Potvrzuje a upravuje ustanovení Úmluvy II. z roku 1899. Ratifikovaly ji všechny důležité mocnosti. Obsahuje také přílohu s názvem Řád války pozemní , která obsahuje pravidla pro vedení války, tzv. válečný zákoník. Řád je složen z 56 článků a obsahuje do velké míry obecně uznávaná pravidla, která pouze získala psanou formu. Průlomový byl v tom, že poprvé definoval ochranu válečných zajatců či obyvatel okupovaných území. Řád ustanovil právo na lidské a důstojné zacházení a také ustanovil institut poválečné repatriace zajatců. Pro pomoc zajatcům byla dále zřízena Mezinárodním výborem Červeného kříže Mezinárodní kancelář pro pomoc a zpravodajství ve prospěch zajatců. Řád dodnes v podstatě jako jediný existující dokument definuje vojenskou okupaci a věnuje jí pět článků, jejichž obsah se týká mimo jiné rodinného života, majetku či náboženského vyznání obyvatel okupovaného území. Výslovně zapovídá plenění a zakazuje nepřátelské okupující mocnosti nutit obyvatelstvo k věrnosti. Řád vybudoval též základy principu rozlišování mezi civilisty a válečníky tím, že omezil přímé útoky na nehájená místa a umožnil nepřátelským mocnostem útočit pouze na vojenské cíle.
Mezi další témata, kterým se Řád věnuje patří také zbraně působící zbytečné útrapy a dále také zapovídá útočit na nepřátelskou stranu, která se vzdala. Stanovil omezení na zneužívání bílé vlajky a vlajek obecně, uniforem cizí armády a znaku Červeného kříže. Kapitoly řádu věnující se parlamentářům a příměří jsou pořád v platnosti.
Problematickou části IV. Úmluvy bylo ovšem to, že byla závazná pouze v případě, že všechny znepřátelené strany byly současně i jejími signatáři. Tato právní mezera vyšla najevo zejména v průběhu II. světové války. Další významnou komplikací bylo opomenutí letadel jako prostředku pro boje. Určitá náprava těchto nedostatků přišla s rozhodnutím Norimberského tribunálu o obecné závaznosti obyčejových pravidel stanovených ve IV. Úmluvě a v Řádu. Tribunál také rozhodl, že zákaz útočení na nehájená místa platí všeobecně nehledě na typ útoku – pozemní či vzdušný.
Další význam IV. Úmluvy spočívá v položení základů pro vymezení pojmu válečného zločinu. 
- (V): Úmluva o právech a povinnostech neutrálních mocností a osob ve válce pozemní[23]

Spolu s Úmluvou XI. zakazuje využívání území a vod neutrálního státu k veškerým válečným účelům. Jejich možné využití se omezuje pouze na transport a ošetřování raněných či zajatých ze znepřátelených stran, které mezi sebou vedou ozbrojený konflikt. Nutné je ale zachovat neutralitu i v tomto ohledu a přistupovat ke všem stranám stejným způsobem.
- (VI): Úmluva o režimu nepřátelských obchodních lodí na počátku války[24]
- (VII): Úmluva o přeměňování obchodních lodí ve válečné[25]
- (VIII): Úmluva o kladení podmořských samočinných dotekových min[26]
- (IX): Úmluva o bombardování námořními silami za války[27]
- (X): Úmluva o úpravě Ženevské úmluvy pro válku námořní (z 6. července 1906)[28]

Tato úmluva upravovala Úmluvu III. z roku 1899 tak, aby reflektovala změny Ženevské úmluvy o zlepšení osudu raněných a nemocných příslušníků polních armád, ke kterým došlo na ženevské konferenci roku 1906, a rozšířila ji o námořní konflikty. Úmluva X. byla ratifikována všemi důležitými mocnostmi kromě Spojeného království. Později byla v roce 1949 nahrazena druhou Ženevskou úmluvou.
- (XI): Úmluva o některých omezeních kořistního práva ve válce námořní[29]
- (XII): Úmluva o zřízení Mezinárodního kořistního soudu[30]

Tato úmluva měla založit Mezinárodní kořistní soud za účelem řešení sporných nároků ohledně zajatých lodí za války. Je to jediná úmluva, která nikdy nevstoupila v platnost. Byla ratifikována pouze Nikaraguou.
- (XIII): Úmluva o právech a povinnostech neutrálních mocností ve válce námořní[31]
- (XIV): Deklarace o zákazu vrhání střel a výbušných látek z balónů[32]

Tato deklarace rozšířila ustanovení Deklarace (IV,1) z roku 1899. Z hlavních mocností ji ratifikovala jen Čína, Spojené království a Spojené státy. Její význam byl pouze malý, protože opomíjela možnost bombardování ze vzducholodí a letadel. Její další problém spočíval v tom, že se platnost omezovala pouze na takové konflikty, kde všechny zúčastněné strany Úmluvu ratifikovaly.

### Účastníci
Brazilská delegace byla vedena Ruyem Barbosou, jehož přínos byl vnímán jako klíčový pro obranu zásady právní rovnosti národů. V delegaci z Británie byli i Sir Edward Fry, Sir Ernest Satow, lord Reay (Donald James Mackay) a Sir Henry Howard jako delegáti a Eyre Crowe jako technický delegát. Uruguayskou delegaci vedl José Batlle y Ordóñez, zastánce myšlenky povinné arbitráže. Paul Henri d'Estournelles de Constant byl členem francouzské delegace jak v roce 1899, tak 1907. Později v roce 1909 získal Nobelovu cenu za mír. Korea se marně pokusila zúčastnit konference. Císař Kodžong vyslal Yi Juna, Yi Sang-Seola and Yi Wi-Jonga jako své vyslance, aby se přeli za nespravedlnost japonsko-korejské protektorátní smlouvy, kterou započala japonská okupace Koreje, a rovněž za prokázání použití násilí při vniknutí Japonska na Korejský poloostrov. Korejští diplomaté se proto snažili získat pomoc při obnovení korejské diplomatické suverenity od mezinárodního společenství. Americký misionář Homer Hulbert taktéž cestoval do Haagu, aby předmětné smlouvě oponoval. Nicméně všem čtyřem mužům byl vstup na konferenci britskými a japonskými silami upřen. Yi Jun několik dní po protestu korejské delegace zemřel za nevyjasněných okolností na hotelovém pokoji; v Severní i Jižní Koreji se dnes obecně soudí že spáchal ze zoufalství sebevraždu a je oslavován jako hrdina.
Jedním z nejdůležitějších účastníků II. Mírové konference v roku 1907 byl, stejně jako v rámci I. Mírové konference, Fjodor Fjodorovič Martens. Kromě toho, že měl významný podíl na svolání obou haagských mírových konferencí, připravoval rovněž program konferencí a podklady k projednání. Před zahájením II. Mírové konference Martens navštívil lídry více evropských mocností (Anglie, Německa, Nizozemí, Itálie, Rakousko-Uherska či Francie), aby si připravil půdu pro následné schválení svých návrhů. Podařilo se mu dosáhnout zahrnutí klauzule o ochraně obyvatelstva zásadami mezinárodního práva a lidskosti, aby se žádná osoba nemohla ocitnout zcela bez jakékoliv ochrany.

## Ženevský protokol
Ženevský protokol o zákazu chemických a bakteriálních zbraní podepsaný 17. června 1925 se považuje za součást tzv. haagského práva. V platnost vstoupil 8. února 1928 a jeho jediný článek trvale zakazuje používání všech forem chemických a biologických zbraní. Protokol vzešel z narůstající veřejné obavy z chemických zbraní a jejich možných důsledků, které následovaly po použití hořčičného plynu a dalších podobných substancí během první světové války. Protokol byl dále rozvinut dvěma konvencemi o použití biologických a chemických zbraní z let 1972 a 1993.

## Další vývoj
Mnoho z pravidel stanovených v rámci Haagských úmluv bylo v průběhu první světové války porušeno. Německá invaze do Belgie byla například porušením Úmluvy o počátku nepřátelství (III) z roku 1907, dle které není dovoleno zahájit nepřátelství bez výslovného varování. Bojové plyny, které poprvé použilo Německo (Německá říše), a poté se k užívání uchýlily i všechny další bojující strany, porušovaly Deklaraci (IV, 2) z roku 1899 a Úmluvu z roku 1907, které výslovně zakazovaly používání „jedů či otrávených zbraní“.
V roce 1918 německý mezinárodněprávní učenec a pacifista následující neo-kantovské hnutí Walther Schücking sezval shromáždění k utvrzení a sjednocení se v rámci odkazu Haagských konferencí. Schücking viděl haagské konference jako jádro budoucí mezinárodní federace, která se měla v pravidelných intervalech setkávat, aby dále rozvíjela mezinárodní právo pro mírové urovnání sporů a definovala tak určitou politickou unii států vytvořenou na bázi první a druhé haagské konference.
Po druhé světové válce zjistili soudci Mezinárodního vojenského tribunálu v rámci Norimberského procesu, že pravidla stanovená v Haagské úmluvě z roku 1907 byla všemi civilizovanými zeměmi do roku 1939 uznána a považována za deklaraci zákonů a zvyků vedení války. Podle tohoto poválečného rozhodnutí začalo platit, že země nemusela haagské úmluvy z roku 1907 ratifikovat na to, aby jimi byla vázána.
Ačkoli jejich obsah byl do značné míry nahrazen jinými smlouvami, Haagské úmluvy z roku 1899 a 1907 i nadále symbolizují potřebu omezujících válečných opatření či potřebu úplného vyhnutí se válce. Od roku 2000 byla Úmluva o pokojném řešení mezinárodních sporů (I) z roku 1907 ratifikována dalšími 20 státy.